# Клинянка (притока Білої Орави)
Клинянка (словац. Klinianka) — річка в Словаччині; притока Б'єлої Орави. Протікає в окрузі Наместово.
Довжина — 18 км; площа водозбору 70,3 км². Витікає в масиві Оравські Бескиди на схилі гори Соліско — на висоті 915 метрів. Впадає річка Засіглянка.
Впадає в Б'єлу Ораву біля села Крушетніца на висоті 655 метрів.